# ドニ・ミホリャツ
ドニ・ミホリャツ（クロアチア語: Donji Miholjac,ハンガリー語: Alsómiholjác,ドイツ語: Unter-Miholtz）はクロアチアスラヴォニア地方オシエク＝バラニャ郡の都市及び基礎自治体である。ナシツェの北34kmに位置する。主要な産業は農業、ゴムやプラスティックの加工、酢の生産や飲料など食品加工などである。2001年現在の人口は10,265人でそのうち95%をクロアチア人が占める。

## 歴史
先史時代より人が住んでおり、考古学的な発見もされている。イリュリア人によって最初の定住地が作られており、ローマ時代の生活の跡も発見されている。その後はアヴァール人の集落などが形成されている。10世紀、クロアチア王国が成立するとドニ・ミホリャツはハンガリーからの侵略を防ぐ境界となる。11世紀、この地域一帯はハンガリー王国が力を強めるようになる。1057年、ドニ・ミホリャツは初めて文書に記録されている。12世紀に入るとハンガリーの支配下に入り、16世紀から17世紀にかけてはオスマン帝国の支配下にあった。

## みどころ
ドニ・ミホリャツで行われている行事であるMiholjacko Sijeloはメイトとなる地域行事で伝統的な民族衣装の披露や美味しい郷土料理などが提供されている。また、観光の中心として狩猟やドラーヴァ川での釣りも盛んである。